# 德川圀齊
德川圀齊（日语：徳川 圀斉；1912年3月23日—1986年7月20日），是日本水戶德川家第14代當主，為第13代當主及前貴族院議長德川圀順與德川慶喜第十一女德川英子的長子， 妻子是浅野長武與安子女王的長女賴子。諡号敬公。

## 簡歷
德川圀齊是園藝師，曾任水府明德會會長，並育有兩子德川齊正及德川齊英。